# Jernej Kruder
Jernej Kruder (* 5. Dezember 1990 in Celje) ist ein slowenischer Sportkletterer.

## Karriere

### Wettkampfkarriere
Kruder nimmt an Wettkämpfen im Lead, Bouldern und Speed teil. 2014 wurde er Vizeweltmeister im Bouldern. Im selben Jahr gewann er das Rockmaster in Arco. Sein erster Podestplatz bei einem Weltcup war 2017 in Nanjing; er wurde Dritter im Bouldern. 2018 gewann er seinen ersten Weltcup und zudem den Gesamtweltcup. 2020 wurde er Europameister im Bouldern.

### Felsklettern
Im Januar 2013 kletterte Kruder seinen ersten 8C-Boulder; The Story of 2 Worlds in Cresciano. 2015 gelang ihm die Erstbegehung der Route Massacrate (9a+) in Celje. Die Route wird mit Crashpads und ohne Seil geklettert, aber da sie aus mehr als 60 Zügen besteht, bewertete Kruder sie nicht als Boulder, sondern als Kletterroute. Er projektierte die Route insgesamt fünf Jahre lang. 2016 gelang ihm die erste Wiederholung der DWS-Route Es Pontàs in Mallorca. Die Route wurde 2006 von Chris Sharma erstbegangen und ist mit 9a+ bewertet. 2018 konnte Kruder mit Dugi rat (9a+) die schwerste Route Kroatiens erstbegehen. Ein Jahr später gelang ihm der Boulder-Klassiker Dreamtime (8C). 2020 eröffnete Kruder die Mehrseillängenroute Ellipsis (8b+, 5SL) in den julischen Alpen. 2021 gelang ihm die dritte Begehung der DWS-Route Alasha. Die Route wurde 2016 von Chris Sharma erstbegangen und mit 9a+ bewertet. Jakob Schubert wertete ab auf 9a. Im Juli 2023 kletterte Kruder die Mehrseillängenrouten Pan Aroma (8b+, 500 m) und Spanish Route (8b+, 550 m) bei den Drei Zinnen.

## Erfolge (Auswahl)

### Boulder
8C/V15
- La Rustica – Valle Bavona, Schweiz – 16. Dezember 2021
- Dreamtime – Cresciano, Schweiz – 9. November 2019
- Metafizika – Jurkloster, Slowenien – 26. September 2018 – Erstbegehung
- Catalan Witness The Fitness – Cova de l'ocell, Spanien – 7. März 2017
- The Story of 2 Worlds – Cresciano, Schweiz – 4. Januar 2013

8B+/V14
- Rolex sit – Sopota, Slowenien – 26. September 2018 – Erstbegehung
- Hide and sick – Maltatal, Österreich – 11. Dezember 2016 – Erstbegehung
- The Dagger – Cresciano, Schweiz – 23. Dezember 2012

### Sportklettern
9a+/5.15a
- Dugi rat – Omiš, Kroatien – 31. Dezember 2018 – Erstbegehung
- Massacrate – Celje, Slowenien – 5. Dezember 2015 – Erstbegehung

9a/5.14d
- Pescena ura – Sopota, Slowenien – 7. Mai 2020 – Erstbegehung
- In time – Sopota, Slowenien – 15. Juni 2014 – Erstbegehung

### Deep Water Solo
9a/5.14d
- Alasha – Mallorca, Spanien – Oktober 2021 – Erstbegangen von Chris Sharma, ursprünglich 9a+, von Jakob Schubert abgewertet auf 9a (2021)[7]
- Es Pontàs – Mallorca, Spanien – 1. November 2016 – Erstbegangen von Chris Sharma, ursprünglich 9b, von Jan Hojer abgewertet auf 9a+ (2018), von Jakob Schubert abgewertet auf 9a (2021)

### Mehrseillängen
8b+/5.14a
- Pan Aroma (500 m) – Drei Zinnen, Italien – Juli 2023[8]
- Spanish Route (550 m) – Drei Zinnen, Italien – Juli 2023
- Bellavista (500 m, 10SL) – Drei Zinnen, Italien – August 2022[9]
- Ellipsis (5SL) – Bila Pec, Italien – 2020 – Erstbegehung[6]